# Neolasioptera pierrei
Neolasioptera pierrei är en tvåvingeart som beskrevs av Gagne 1972. Neolasioptera pierrei ingår i släktet Neolasioptera och familjen gallmyggor. Inga underarter finns listade i Catalogue of Life.